# Barry Opdam
Barry Opdam (ur. 27 lutego 1976 w Lejdzie) – holenderski piłkarz grający na pozycji obrońcy lub defensywnego pomocnika.
Karierę rozpoczął w małym klubie FC Lisse, skąd w wieku 20 lat przeszedł do ówczesnego beniaminka Eredivisie, AZ Alkmaar. Pewne miejsce w jedenastce drużyny z DSB Stadion wywalczył sobie dopiero w sezonie 1999/2000. Ekipa Opdama nie walczyła już wtedy jedynie o utrzymanie, stawiała sobie coraz ambitniejsze cele. Po udanym roku 2004 (5. miejsce w lidze) pierwszy raz od 22 lat zakwalifikowała się do europejskich pucharów i odpadła dopiero w półfinale PUEFA ze Sportingiem. W następnym sezonie wprawdzie AZ uplasowało się na podium (3. miejsce), ale w Pucharze UEFA odpadła już w trzeciej rundzie, z Realem Betis. Kiedy Co Adriaanse ustąpił ze stanowiska, trudniejsze czasy nastały dla samego zawodnika, bowiem nowy trener rzadko na niego stawiał. Szansa częstszych występów otworzyła się dopiero pod koniec sezonu, kiedy kontuzji doznał Joris Mathijsen. Zespół ukończył rozgrywki na drugim miejscu.
Barry po odejściu Mathijsena do HSV był kluczowym zawodnikiem holenderskiego zespołu, wraz z nim dotarł do fazy grupowej Pucharu UEFA. W 2008 roku opuścił Alkmaar i odszedł do austriackiego Red Bull Salzburg. W 2009 i 2010 roku wywalczył z nim mistrzostwo kraju. Latem 2010 odszedł do FC Volendam. Właśnie tam, występując w Eerste divisie zakończył piłkarską karierę.
Zaliczył osiem występów i strzelił jedną bramkę w reprezentacji Holandii, debiutował 4 czerwca 2005 w wygranym 2-0 meczu z Rumunią. Nie został powołany na mundial w Niemczech, był jednak drugim rezerwowym.

## Kariera
| Sezon   | Klub              | Kraj     | Rozgrywki      | Mecze | Bramki |
| ------- | ----------------- | -------- | -------------- | ----- | ------ |
| 1996/97 | AZ Alkmaar        | Holandia | Eredivisie     | 24    | 0      |
| 1997/98 | AZ Alkmaar        | Holandia | Eerste divisie | 15    | 0      |
| 1998/99 | AZ Alkmaar        | Holandia | Eredivisie     | 22    | 0      |
| 1999/00 | AZ Alkmaar        | Holandia | Eredivisie     | 34    | 5      |
| 2000/01 | AZ Alkmaar        | Holandia | Eredivisie     | 32    | 2      |
| 2001/02 | AZ Alkmaar        | Holandia | Eredivisie     | 31    | 1      |
| 2002/03 | AZ Alkmaar        | Holandia | Eredivisie     | 33    | 0      |
| 2003/04 | AZ Alkmaar        | Holandia | Eredivisie     | 28    | 1      |
| 2004/05 | AZ Alkmaar        | Holandia | Eredivisie     | 33    | 2      |
| 2005/06 | AZ Alkmaar        | Holandia | Eredivisie     | 24    | 0      |
| 2006/07 | AZ Alkmaar        | Holandia | Eredivisie     | 24    | 1      |
| 2007/08 | AZ Alkmaar        | Holandia | Eredivisie     | 32    | 1      |
| 2008/09 | Red Bull Salzburg | Austria  | Bundesliga     | 25    | 0      |
| 2009/10 | Red Bull Salzburg | Austria  | Bundesliga     | 23    | 1      |
| 2010/11 | FC Volendam       | Holandia | Eerste divisie | 14    | 0      |
| 2011/12 | FC Volendam       | Holandia | Eerste divisie | 2     | 0      |